# Tomás Rodrigo Torres
Tomás Rodrigo Torres (Loja, 1943-Loja, 2006) fue un abogado, periodista, y profesor universitario de la Universidad Nacional de Loja, además de ser el presidente de la Corte Suprema de Justicia de Loja, durante su vocalía en el periodo previo comprendido entre 1998-2002, fue candidato a la máxima magistratura a nivel nacional en 2005.
Su figura ha sido representativa en la provincia donde nació, tanto así, que tiene su reconocimiento inclusive en las calles de la capital provincial.
En su ejercicio con el periodismo,colaboró con la Casa de la Cultura del Ecuador, para realzar el arte en su provincia.

## Obras
- Hablar de Todo Crónicas Volanderas de Loja, 1961
- Los hijos de la Miseria y otros cuentos, 1991
- Cascajo negro, 2010 (Publicado Post mortem auctoris)[10]

## Vida política y profesional
Fue concejal de Loja, por el Partido Social Cristiano.
Tomás Rodrigo Torres expresó su preocupación sobre cómo la inclusión de los vocales del CNJ en el informe sobre los juicios bancarios afecta la autoridad y credibilidad del propio Consejo Nacional de la Judicatura (CNJ). Según Torres, esta situación hacía que sea difícil para el CNJ iniciar procedimientos administrativos contra jueces que podrían haber cometido irregularidades en esos casos, ya que los miembros del CNJ también están siendo cuestionados. En resumen, señaló que podría haber un conflicto de interés y una posible pérdida de autoridad del CNJ.